# Cyclophora roseonigrata
Cyclophora roseonigrata är en fjärilsart som beskrevs av Edward Alfred Cockayne 1950. Cyclophora roseonigrata ingår i släktet Cyclophora och familjen mätare. Inga underarter finns listade i Catalogue of Life.